# Federica Tommasi
Federica Tommasi (Roma, 5 de junio de 1987) es una deportista italiana que compitió en natación sincronizada. Ganó cuatro medallas en el Campeonato Europeo de Natación, en los años 2006 y 2008.

## Palmarés internacional
| Campeonato Europeo | Campeonato Europeo       | Campeonato Europeo | Campeonato Europeo |
| Año                | Lugar                    | Medalla            | Prueba             |
| ------------------ | ------------------------ | ------------------ | ------------------ |
| 2006               | Budapest (Hungría)       | Medalla de bronce  | Equipo             |
| 2006               | Budapest (Hungría)       | Medalla de bronce  | Combinación libre  |
| 2008               | Eindhoven (Países Bajos) | Medalla de plata   | Equipo             |
| 2008               | Eindhoven (Países Bajos) | Medalla de plata   | Combinación libre  |